# Оригенизм

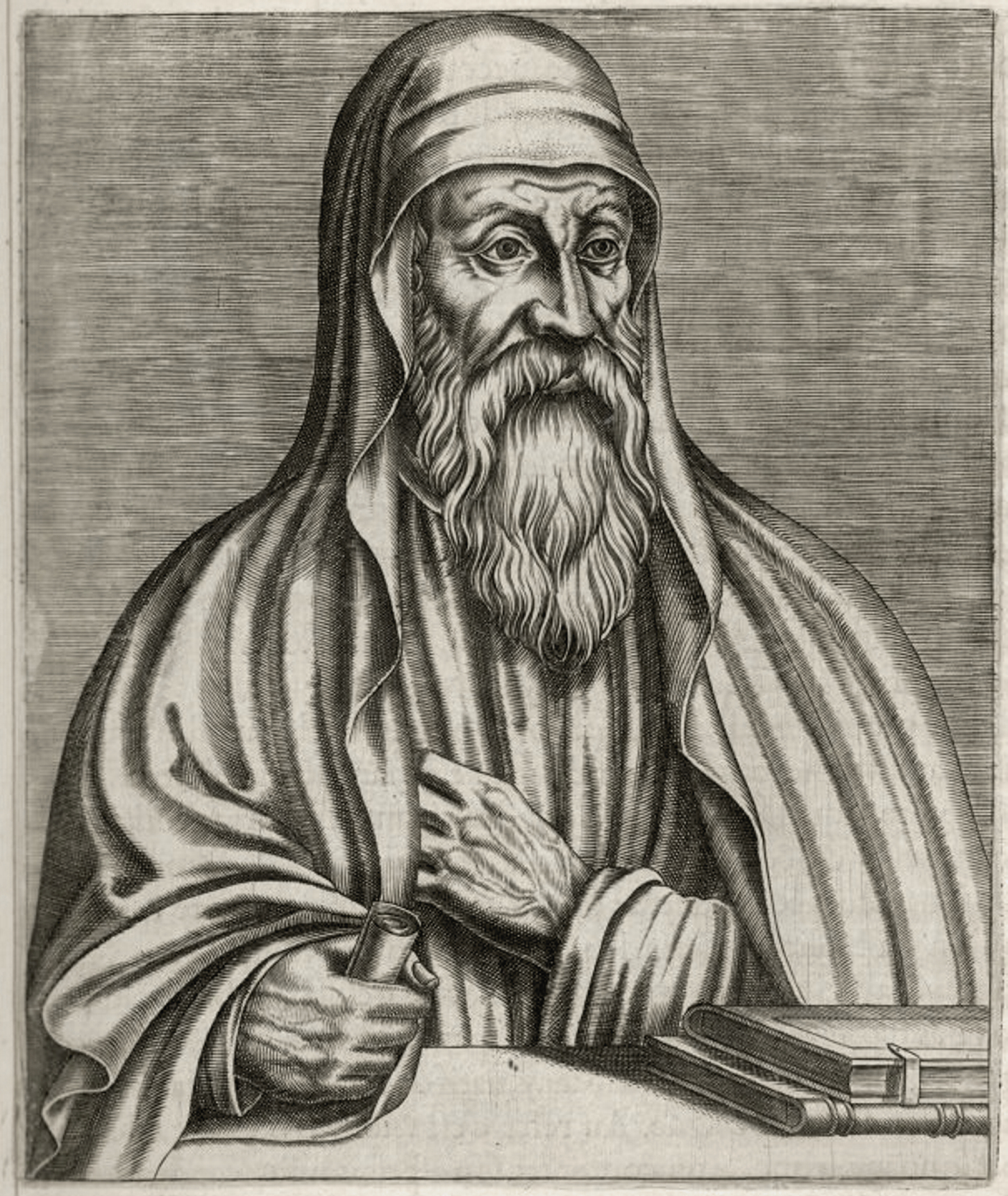
Портрет Оригена из «Les vrais pourtraits…» Андре Теве (1584)

Оригени́зм — совокупность направлений христианского богословия, восходящая к различным теориям представителя александрийской богословской школы Оригена (ок. 185 — ок. 254). Ориген оказал огромное влияние на последующее развитие христианского богословия, его учениками были святитель Григорий Чудотворец, выдающийся богослов III века Памфил Кесарийский и церковный историк Евсевий Кесарийский. Некоторые из идей Оригена, которые он сам излагал как гипотезы, были признаны еретическими уже при его жизни. Под «оригенизмом» в настоящее время понимают одно из трёх: учение Оригена, учение, приписываемое Оригену его противниками или учение оригенистов VI века. С оригенизмом в истории христианской церкви были связаны два крупных спора — в конце IV — начале V веков и в середине VI века. Вскоре после Пятого вселенского собора 553 года оригенизм исчез из сферы христианской полемики. Некоторыми исследователями высказывается мнение, что оригенизм стал основой для более поздних еретических течений, таких, как арианство, иконоборчество и учение катаров.

## Догматическая система Оригена
Ориген — эллин, воспитанный на эллинской науке,— споткнулся об это варварское безрассудство, разменял на мелочи и себя, и свои способности к науке. Жил он по-христиански, нарушая законы. О мире материальном и о Боге думал как эллин, но эллинскую философию внес в басни, ей чуждые. Он жил всегда с Платоном, читал Нумения, Крония, Аполлофана, Лонгина, Модерата, Никомаха и писателей, известных в пифагорейских кругах. Пользовался книгами Херемона стоика и Корнута; узнав от них аллегорическое толкование эллинских мистерий, он применил его к иудейским писаниям.
Во вступлении к своему главному труду «О началах» Ориген формулирует задачу своих богословских исследований. Поскольку апостолы сообщили только о том, что сочли необходимым и о многом умолчали, — «конечно, с той целью, чтобы могли иметь упражнение и показать таким образом плод своего ума наиболее ревностные и любящие мудрость из числа их преемников», то остались важные вопросы, требующие разрешения. К их числу Ориген относит проблему места Святого Духа в Троице, воскресение мёртвых, свободу воли, происхождение души и многие другие. Свои взгляды Ориген излагает не как догматы, предпочитая только ставить вопросы или обращать внимание читателя на какой-то пункт. Основным допущением философской системы Оригена является представление о падении и конечном восстановлении человеческого развития до состояния возврата к изначальному совершенству, утраченному вследствие греха. Предполагая единство божественного в Боге и в созданных им ду́хах, Ориген обосновывает свободу как главную особенность всякого существа. Анализируя догматические построения Оригена, современные исследователи отмечают отсутствие в них целостной системы, что проистекает из произвольности исходных положений или начал. Несмотря на то, что сам Ориген полагал Священное Писание лежащим в основе его учения, фактически оно вытекало из положенных в основу философских доктрин, преимущественно платонических. В системе Оригена философия дополняет богословие, концептуализируя духовный опыт.

## Философия Оригена

### Метод толкования Библии

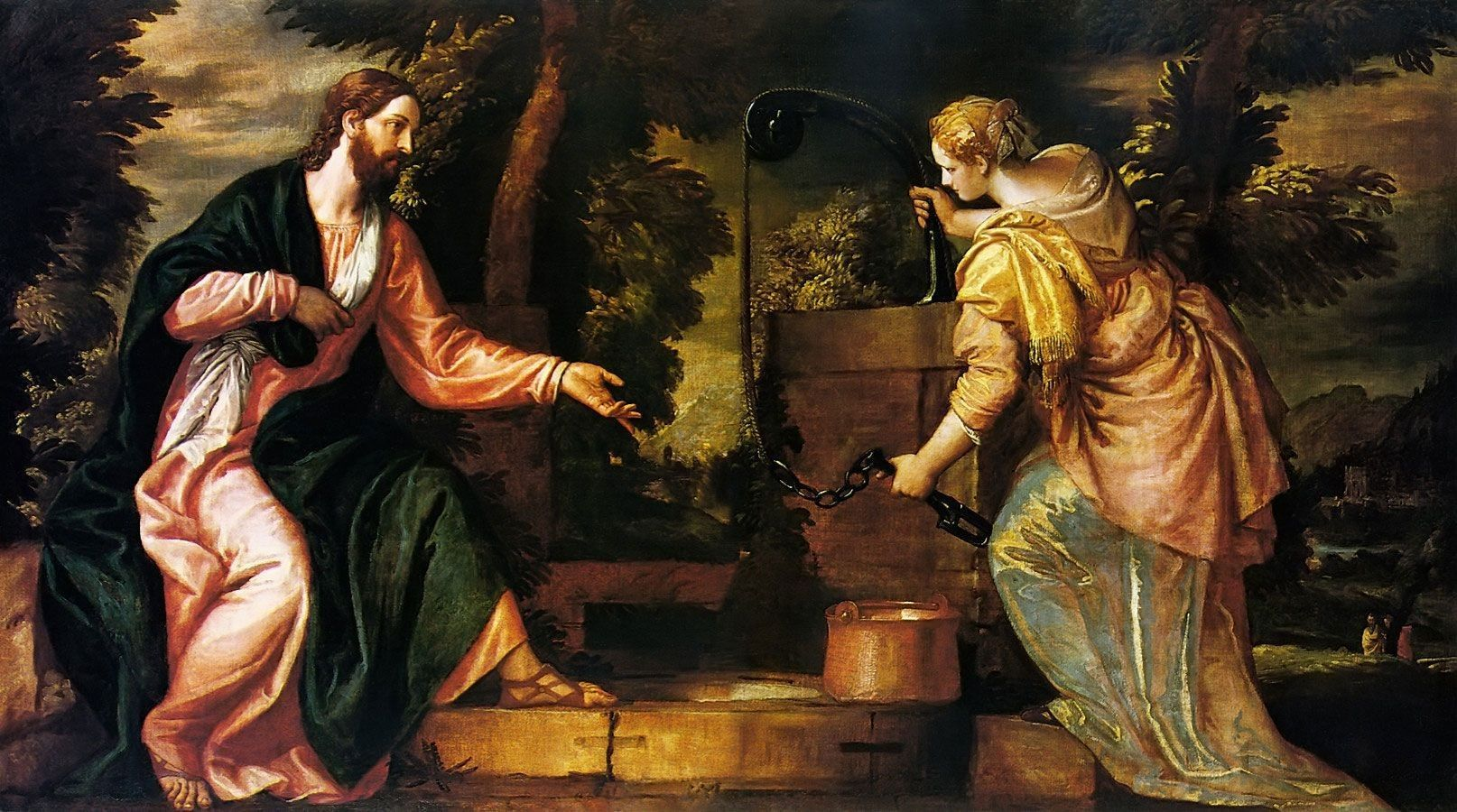
В интерпретации Оригена, разговор Христа с самаритянкой символизирует встречу Логоса и человеческой души. Предлагаемая Христом «вода живая» в данном случае — это тайное духовное знание, а «колодец Иакова», из которого пили самаряне — несовершенное человеческое знание. Картина П. Веронезе, ок. 1585 года

Построение целостной системы, охватывающей все книги Ветхого и Нового Заветов, кроме Апокалипсиса, было главной задачей Оригена. Его основным дошедшим до нашего времени экзегетическим сочинением является IV книга трактата «О началах». Основным допущением Оригена является предположение, что вся Библия подлежит интерпретации, выходящей за рамки буквального смысла. Согласно Оригену, Священное Писание нельзя рассматривать как сборник разнородных текстов, написанных разными авторами в разное время, содержавших устаревшие и неприменимые нормы. Такое произведение было бы недостойным божественного авторства. Метод Оригена обычно называют «аллегореза», то есть нахождение по определённым критериям подходящих к любому данному тексту аллегорий. По мнению современного богослова Ф. Янг, экзегеза Оригена «основывается на тех же традициях филологической науки, что и экзегеза нашего времени, только в несколько ином приложении». Подготовительным этапом к толкованию Библии стало создание огромного по объёму сводного текста Ветхого Завета для шести различных чтений в «Гексаплах». Рассматривая Библию как продукт авторства непосредственно Бога, Ориген придавал значение каждой её букве и потому сопоставлением различных версий пытался определить оригинальную версию текстов.
В представлении Оригена о мире, где всё целесообразно, Библия представляла собой образ человека, то есть познающего существа. Как человек состоит из тела, души и духа, так и в Библии можно выделить три смысла: телесный или буквально-исторический, душевный или нравственно-назидательный и духовный или таинственный. Ориген отмечает, что это разделение относится к воспринимающей способности читателя, которая увеличивается усердной молитвой. Буквальный смысл Библии был для Оригена важен как историческое свидетельство, придающее смысл пророчествам. В споре с Цельсом Ориген доказывал истинность рассказов о чудесах. Хотя общий принцип его состоял в том, что телесный смысл Библии недостаточен, в отдельных исключительных случаях Ориген настаивал на буквальном толковании, когда церковь придерживалась другой точки зрения. Так, по его мнению фраза «хвалите Его, солнце и луна»(Пс. 148:3) доказывали то, что эти небесные объекты наделены самосознанием. Выделение душевного смысла редко встречается в произведениях Оригена, и современные исследователи затрудняются с определением его значения. Духовный смысл отличается от прочих тем, что присутствует всюду в тексте Библии. С этой точки зрения всё Священное Писание — это притча или даже шарада.
Исследователи выделяют три группы, существенно повлиявшие на экзегетическую мысль Оригена — александрийские иудеи и в первую очередь Филон, языческие философы и гностики (Ираклеон, Маркион). Из христианских богословов в числе его предшественников называют Климента Александрийского. В IV веке оригеновский метод комментирования Библии применяли Иларий Пиктавийский и Амвросий Медиоланский. Отступление от буквального текста, являющееся, по мнению некоторых современных исследователей, развитием метода аллегории апостола Павла, критиковали уже в V веке Епифаний Кипрский на Востоке и Викентий Леринский на Западе.

### Эсхатология Оригена и учение об апокатастасисе
Ориген развивал учение об апокатастасисе др.-греч. ἀποκατάστασις τῶν ἁπάντων («восстановление всего»), встречающееся ещё у Отцов Церкви II века. Его эсхатология сводилась к учению о воссоздании всего существующего. Бога он мыслил как абсолютную благость, а потому и первоначально созданное им он мыслил как абсолютно благое, так как только таковое может быть проявлением абсолютно благой воли. Все создания были первоначально равно хороши и равно свободны. Мир был миром чистых свободных ду́хов (др.-греч. πνεύματα), неразличимых между собой ни существом, ни энергией, ни по своему единению с Богом Словом. Однако эти духи претерпевали изменения к худшему по мере того, как они пользовались своей свободой. В результате возникли разнообразные индивидуумы: херувимы, серафимы и остальные градации ангелов, Солнце, Луна, звёзды и другие разумы высшего порядка. Дальнейший распад привёл к тому, что в некоторых духовных существах огонь божественной любви охладел до такой степени, что они стали душами др.-греч. ψυχαί и им потребовались тела. Неизменным сохранился только один дух, и это Христос. В последние свои дни он истощил себя, принимая различные тела для различных существ, принимая вид херувима для херувимов, ангела для ангелов, человека для людей. После своего воскресения Христос имел эфирное и сфероидальное тело, и такие тела будут у всех после Страшного суда, когда все соединятся с Богом Словом. Таким образом, конечная цель бытия — восстановление того порядка, который существовал в начале. В IV веке один из Отцов Церкви Иероним Стридонский счёл это мнение еретическим, поскольку из него следовало, по его мнению, отрицание догмата о воскресении во плоти. Данное учение Оригена осуждено Пятым Вселенским собором 553 года.
В середине VI века по этому вопросу произошёл раскол среди палестинских оригенистов. Об учении одной из фракций, исохристов, известно от Кирилла Скифопольского. Согласно ему, исохристы полагали, что как существовавшие в начале человеческие духи, так и те, которые в конце воссоединятся с Богом, были и будут равны Христу (др.-греч. ϊσος Χρίστω) . Эта доктрина была осуждена папой Львом I (440—461). Об учении их более умеренных оппонентов, «протоктистов» или «тетрадитов», известно меньше. По мнению немецкого богослова Ф. Дикампа, они считали, что дух Христа был создан как первый и высший среди сонма духов, только ему одному они приписывали единство с Логосом. Каждая из этих групп обвиняла другую (и обе они обвинялись не-оригенистами) в ереси. Исохристы обвиняли протоктистов в том, что они возвысили «созданный дух», то есть Христа до Троицы, и были обвиняемы, в свою очередь, в том, что унизили Христа до тварных душ. С точки зрения христологии, протоктисты были более близки к антиохийской школе, тогда как исохристы к александрийской.

### Учение о Троице
В системе Оригена учение о Боге составляет существенную часть учения о Троице. Согласно Оригену, Бог и Отец как первое лицо Троицы тождественны. В первой главе трактата «О началах» Ориген устанавливает, что «Он есть ум и в то же время источник, от которого получает начало всякая разумная природа или ум». Ориген отождествляет своё первоначало с абсолютным бытием и умом. Бог «поистине из ничего» и потому прост, поскольку если бы он был сложен, то мог бы делиться на части и тогда нельзя было бы сказать, что он есть начало. Только Творец, по Оригену, бестелесен и тем отличается от своих творений. Бестелесность Бога —  это не только отрицание его материальности, но и указание на то, что он может быть только духом, интеллектуальным существом, абсолютным умом. Ориген вводит понятие «единосущный», и духовные создания не являются единосущными Богу, иначе они бы не были созданиями. Бог Оригена един, непостижим и неизмерим, превыше ума и полностью самодостаточен, Он безвременен и находится «по ту сторону бытия». В отличие от более ранних построений христианских философов, Бог Отец у Оригена проявляет творческую активность, не передавая эту функцию Логосу. Он является источником жизни всех существ и судит их по мере соответствия своему замыслу о них.
Ко времени Оригена уже вполне сложилось учение о тождественности второго лица Троицы Логосу. Учение о рождении Сына от Отца является важнейшим пунктом учения Оригена, которому уделено значительное внимание в трудах философа. Сын появляется посредством акта рождения, конкретная суть которого должна остаться тайной для человека. Относительно этого акта Ориген приводит несколько утверждений: он происходит вне времени, поскольку Сын совечен Отцу, который неизменяем; это акт, не совершившийся однократно, но вечно продолжающийся. По мнению русского историка церкви А. А. Спасского, этот пункт учения Оригена является лучшим в его догматической системе и значительной поправкой к предшествующему богословию. В дальнейшем в вину Оригену ставили утверждение о том, что он называл Сына созданием (др.-греч. κτίσμα) в толковании на Прит. 8:22.
Как вторая ипостась Троицы, Сын Божий носит в себе все атрибуты Отца. Будучи бесплотным, Отец невидим и для Сына, но доступен для него интеллектуально, из чего по Оригену следует важный призыв к человечеству о возможности познания Бога чистым сердцем. Ориген первый представил разработанную теорию о воплощении Сына Божия и личности Иисуса Христа. Она состоит в том, что Бог, предвидя возможность грехопадения, заранее приготовил для своего единородного Сына создание, в котором он воплотится для спасения падших. В труде «О началах» об этом сказано следующим образом: «Та же душа, о которой Иисус сказал, что „никтоже возьмет [душу Мою] от Мене“, от самого начала творения и последующее время неотделимо и неразлучно пребывала в Нём, как в Премудрости и Слове Божием, как в истине и в вечном свете, и, всем существом воспринимая всего (Сына Божия), и входя в свет и сияние Его, сделалась по преимуществу одним духом с Ним». Как столетие спустя Афанасий Великий, Аполлинарий и Кирилл Александрийский, Ориген считал, что воплощение никаким образом не умаляет божественности Логоса. Особая природа души Христа «отсекала в неё всякую мысль о совращении и изменении» при сохранении свободной воли.
Оригену также принадлежит первое систематическое учение о благодати, распространяемой через Святого Духа только на праведников, давая им интеллектуальное утешение. По Оригену, Святой Дух — это особое божественное бытие. Он знает Отца сам, а не по откровению Сына. Подобно Сыну, он является посредником между Богом и разумными созданиями, приводя в действие любую инициативу человека, направленную к Богу.
Вопрос о православности учения Оригена о Троице дискутировался с начала IV века, поскольку не было понятно, признаёт ли Ориген единосущие этих лиц Троицы с Отцом. Согласно Памфилу Кесарийскому, некоторые из многочисленных обвинений в адрес Оригена были тринитарного характера — якобы Ориген учил, что Сын Божий не рождён, а произошёл через «испускание» (др.-греч. προβολή), как об этом учили гностики-валентиниане. Также Оригена обвиняли в том, что он полагал Христа простым человеком, а не Богом. Затем учение Оригена о Троице было осуждено в ходе оригенистских споров конца IV и середины VI веков.

## Этика Оригена
Проблему свободы воли иногда рассматривают как основание этической системы Оригена. Действительно, согласно Оригену Бог создал равные во всём свободные сущности, которые смогли воспользоваться своей свободой и отделиться от Бога. Для того, чтобы сущности могли искупить этот грех, Бог создал материальный мир, в котором они бы смогли обрести тела и, осуществляя свою свободную волю, очищаться от греха отпадения от Бога. Близкой к этой оказывается у Оригена проблема промысла Божия, который у александрийца понимается как воспитание, а мир, соответственно, как школа, где осуществляется нравственное образование свободных творений. В своём толковании на выражение из Быт. 1:14 «да будут светила … для знамений» Ориген формулирует идею о совместимости свободы воли и предвидения: «Ничто не происходит только потому, что об этом знает Бог; но, поскольку оно происходит, оно предварительно известно Богу».
В духе философов-стоиков, которые полагали, что бог может предварительно знать только то, что в силу необходимости или по определённой причине станет звеном цепи причин, Ориген утверждал, что Бог знает заранее, как произойдут все события, поскольку он «обдумал все будущие вещи, так как они не происходят без какой-либо причины».
В этой связи Ориген трактует рассказ книги Исход об ожесточении сердца фараона. С точки зрения гностиков, то, что Бог «ожесточил» сердце фараона, означает, что никакой свободы воли нет и что искупление человека не зависит от него. Поскольку природа фараона была такова, что он был предопределён к погибели, Бог ожесточил его сердце. Полемизируя с ними, Ориген указывает на то, что если в намерения Бога входило истребить фараона, ему не надо было бы ожесточать его природу. Бог так поступает не потому, что он желает этого, а по причине дурной внутренней расположенности человека. По причине порочности человека, являющейся следствием наличия у него свободной воли, благое действие Бога может ожесточить его, поскольку в человеке наличествует порочность.

## Оригенизм в III—IV веках

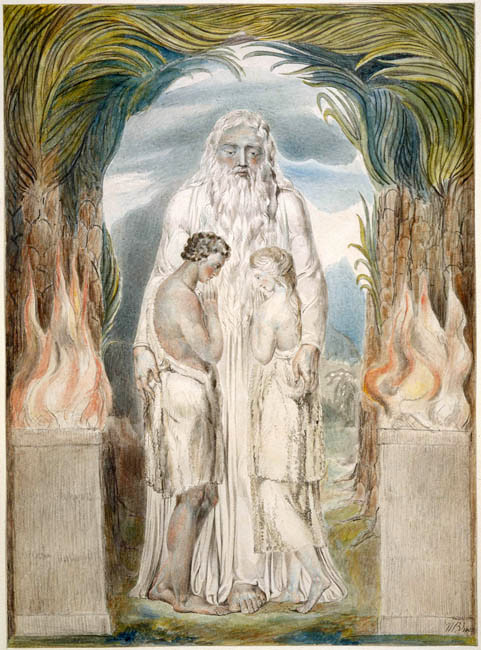
«Ангел Божественного Присутствия укрывает Адама и Еву кожаными одеждами», рисунок Уильяма Блейка. По мнению Оригена, Бог не мог выступать в качестве обыкновенного кожевенника

Источниками оригенизма являются не только труды Оригена, но и восходящая к Филону иудео-христианская традиция Александрии. Эта традиция восприняла также некоторые идеи языческой философии, особенно платонизм. Своё первоначальное развитие оригенизм получил в Александрийской школе, различные течения мысли в которой как принимали, так и критиковали учение Оригена. Вероятно, критика Оригена началась ещё при его жизни. В 231 году он был лишён сана пресвитера епископом Димитрием Александрийским (189—231), хотя причины этого могли быть не богословского, а дисциплинарного характера. Однако Евсевий Кесарийский сообщает, что в ответ на выдвинутые против него обвинения Ориген был вынужден писать в Рим папе Фабиану (236—250) письма с доказательством своего православия. Возможно, осуждение Оригена было повторено при преемнике Димитрия, епископе Иракле (231—248).
Учение Оригена было развито Дионисием Великим, занимавшим александрийскую кафедру в 248—265. Хотя степень зависимости учения Дионисия от Оригена оценивается по-разному, многие современные исследователи рассматривают его как основателя «церковного оригенизма». О развитии учения Оригена во второй половине III века известно не очень много, кроме того, что, возможно, Феогност Александрийский использовал богословский метод Оригена, а Пиерия называли «Оригеном младшим». Представитель Антиохийской школы Малхион Антиохийский в полемике с Павлом Самосатским использовал термин «сосложение» и называл Христа «сложным живым существом». Склонные к оригенизму последователи Малхиона пошли по пути одностороннего развития божественного аспекта христологии в ущерб человеческому. В этом они следовали христологии Оригена, о которой Г. Флоровский заметил, что в ней отсутствует учение о человеке.
К концу III века сложилась ситуация, когда богатое философское наследие Оригена стало использоваться для обоснования учений, противоречащих взглядам Церкви. Появились книги, в которых указывались места из произведений Оригена, содержащие неправославное учение, вследствие чего, по свидетельству Памфила Кесарийского, само имя Оригена для некоторых стало ненавистным. Это бросало тень на Александрийскую школу, и занявший в 295 году пост её главы Пётр открыто выступил против основных заблуждений Оригена: аллегорического толкования Библии, учения о предсуществовании душ и о падении их до соединения с телом. В это же время Мефодий Олимпийский выступил против учения Оригена о творении и воскресении. В De creatis Мефодий опровергал учение о предсуществовании душ, заключаемых в тела как в тюрьму или могилу; в De ressurectione он опровергал толкование Оригеном на третью главу книги Бытия, в которой говорится о том, что «сделал Господь Бог Адаму и жене его одежды кожаные и одел их», как аллегорию сотворения тел. Мефодий критиковал мнение Оригена о том, что Рай располагался на третьем небе, а не на земле. Наконец, Мефодий считал неприемлемым учение Оригена, отрицавшего материальную тождественность воскрешённых и смертных тел.
Последним крупным сторонником Оригена в Александрии был Дидим Слепец, управлявший школой в 340—395 годах. Известно, что он написал книгу в защиту трактата Оригена «О началах». На основании обнаруженных в 1941 году сочинений Дидима можно сделать вывод, что он придерживался почти всех идей Оригена, кроме его учения о Троице. Используя аллегорический метод Оригена он, тем не менее, признавал, что далеко не каждая строка Писания должна иметь аллегорический смысл. Другим известным поклонником философии Оригена был Евсевий Кесарийский, посвятивший ему шестую книгу своей «Церковной истории». Наследие Оригена, хотя и пострадавшее от гонений, сохранялось в основанной им библиотеке Кесарии Палестинской.

## Оригенизм и арианство
Хотя лидеры арианства, Арий и Евсевий Никомедийский, называя себя последователями Лукиана Антиохийского, тем самым причисляли себя к антиохийской школе, существует сходство их учения о Троице со взглядами Оригена. Арианство возникло как ответ Ария на учение епископа Александра Александрийского (313—326), согласно которому Бог Отец и Бог Сын совечны и при этом причинно связаны. Со своей стороны, Арий полагал, что признание Сына безначальным ведёт либо к предположению о двух нерождённых, то есть двух началах, либо к отрицанию действительности его рождения и тем самым отличия его от Отца. Развивая собственное учение, Арий постулировал безначальность Отца и рождение Сына, которые не совечен Отцу. При этом рождение произошло «прежде веков», и прежде рождения он не существовал. Как и у Оригена, представление Ария о рождении Сына сближает этот акт с творением, однако не до полного отождествления. В результате возникает творение, при этом являющееся совершенным Богом и в этом отношении несходное со всеми прочими тварями. Однако Арий не принял, или, по мнению В. В. Болотова, не понял двойственного смысла представлений Оригена о начале — различия между началом как причиной и началом как первым мгновением бытия. В результате, в отличие от Оригена, Арий предполагал наличие хронологического различия по бытию между Отцом и Сыном, хотя и находящимся до времени. То есть Сын рождён прежде мира, но при этом когда-то его не было.
Распадение арианства на несколько течений в 350-х годах привело к появлению омиусианства или полуарианства, отрицавших введённое Первым Никейским собором 325 года понятие «единосущный», но признававших сходство между Отцом и Сыном. Догматика омиусиан сходна с оригеновской, хотя и исходит из разных посылок. В вопросе о Святом Духе все течения ариан едины в том, что это лицо Троицы подчинено первым двум. Такого же мнения придерживался и Ориген. Представители крайних течений арианства ссылались на Оригена меньше, а лидер аномеев Аэций Антиохийский относился к нему пренебрежительно.
Тринитарные воззрения Оригена критиковали и противники арианства. Афанасий Великий отмечал, что у Оригена встречаются мысли, благоприятствующие арианам; Василий Великий полагал мнение Оригена о Святом Духе «не вполне здравыми». Известные борцы против арианства Евстафий Антиохийский, Маркелл Анкирский и Аполлинарий Лаодикийский писали против Оригена. Таким образом, к окончанию арианских споров в конце IV века репутация Оригена сильно пострадала. С другой стороны, Афанасий называл Оригена «многоучёным и трудолюбивым», призывая отделять те мнения, которые он приводит с целью опровержения, от его личных взглядов. Василий Великий и Григорий Богослов в молодости были поклонниками Оригена и создали «Добротолюбие» — сборник цитат из трудов александрийского философа. Исследователи отмечают сильное влияние Оригена на Отца Церкви IV века, Григория Нисского.

## Оригенистские споры в V—VI веках

### Спор 394—404 годов
В 390-х годах сложились партии сторонников и противников учения Оригена, конфликт между которыми продолжался с 394 по 404 год. Основное разногласие касалось вопроса о Боге как имеющем человеческое обличие. Сторонники буквального толкования Библии, получившие название «антропоморфиты», ссылались на Быт. 1:26, 27 и на указание Нового Завета о том, что, по пришествии Христа став плотью, Слово обрело вид человека. Ориген же и позднее Августин относили богоподобие к сфере мышления. В 399 году на соборе под председательством Феофила Александрийского в Александрии были осуждены Ориген, а также его ученики и сочинения. Это решение было подтверждено соборами в Иерусалиме, Риме и на Кипре. После осуждения на Кипре в Константинополь прибыл епископ Епифаний Кипрский с целью склонить к такому же решению архиепископа Иоанна Златоуста, отказываясь вступать с ним в общение до тех пор, пока он не осудит Оригена. К своему удивлению, в столице Епифаний не встретил в этом вопросе единодушной поддержки. Затем в Константинополь прибыл Феофил, конфликт перешёл в интригу против лично Иоанна Златоуста, и вопрос об отношении к Оригену отошёл на второй план.
Таким образом, в лагере противников Оригена были:
- Ересиограф Епифаний Кипрский, последовательный противник Оригена, которого он рассматривал как предшественника Ария. В своём Панарионе Епифаний подробно опровергает учение Оригена о человеке[англ.] и его эсхатологию. Значительно меньшее внимание он уделяет учению Оригена о Троице. Главным заблуждением Оригена он считает утверждение, что Сын не видит Отца и Святой Дух не видит Сына[65]. В значительной степени Епифаний основывал своё мнение на опровержениях Мефодия Олимпийского, которого обширно цитировал[53].
- Церковный писатель Иероним Стридонский примкнул к антиоригенистам в ходе этого спора, несмотря на то, что ранее являлся поклонником Оригена и неоднократно использовал его труды в своей деятельности по толкованию Библии[66]. По его мнению, хотя Ориген не был осуждён на Первом Никейском соборе и даже не был упомянут, он был осуждён косвенно среди тех, кто думает, что Сын происходит не из существа Отца. Также Иероним полемизировал с аллегорическим методом Оригена и его антропологией[67].
- Патриарх Феофил Александрийский (385—412) участвовал в споре как противник Иоанна Златоуста и охотно читал произведения Оригена, сравнивая их, по словам Сократа Схоластика, с «лугом, усеянным цветами всякого рода; если среди них я нахожу что-либо хорошее, то срываю, а что кажется мне тернистым, то оставляю, как колючее»[68]. Однако в своих пасхальных посланиях он предостерегал верующих от увлечения взглядами Оригена. В послании от 401 года он перечисляет следующие заблуждения Оригена[69]:
  - Христос не будет вечно царствовать;
  - дьявол некогда будет восстановлен в своём достоинстве;
  - души могут неоднократно вселяться в тела;
  - Христос некогда будет распят для спасения демонов;
  - Сыну не должно молиться;
  - магия не есть зло.

В послании 402 года он называет Оригена «гидрой ереси» и добавляет новые заблуждения:
- тела созданы вследствие падения душ;
- чины ангелов возникли вследствие нравственного ослабления некоторых из них;
- Святой Дух не воздействует на то, что не одарено разумом;
- души — это охладевшие духи;
- человеческая душа Христа истощила себя и воплотилась, а не Сын Божий;
- она столь же тесно соединена с Сыном, как и Сын с Отцом;
- Бог создал столько тварей, сколькими мог управлять.

- Группа египетских монахов, известная как «скитские монахи», включала в себя наиболее непримиримых противников учения Оригена. Основное их возражение вызывало представление о Боге, как о бестелесном духе, тогда как они представляли его человекоподобным[71].

К числу «сторонников» Оригена в этом конфликте относятся:
- Иоанн Златоуст, в 397—404 годах архиепископ Константинопольский;
- епископ Иоанн II Иерусалимский (387—417) не защищал мнение Оригена о невидимости лиц Троицы, однако истолковывал его в том смысле, что Троица невидима;
- церковный писатель Руфин Аквилейский, автор латинского перевода «О началах»[72];
- монахи Нитрийской пустыни, признававшие Бога бестелесным и в остальном согласные со скитскими монахами. Феофил вёл с ними ожесточенные споры, однако после изгнания Златоуста примирился с ними[73].

### Осуждение оригенизма при Юстиниане I
В ходе бурных христологических споров V века споры об учении Оригена утратили свою остроту. Известно, что в своих не сохранившихся произведениях против Оригена выступали Феодор Мопсуестийский и Антипатр Бострийский. Из одного из житий, составленных Кириллом Скифопольским, известно о последователях Оригена в Палестине в середине V века. В VI веке в палестинских монастырях возрос интерес к сочинениям Оригена, в результате чего возникло движение, связанное не с научным изучением его сочинений, но с доведением до крайностей его учения. В отличие от IV века, когда оригенизм был использован сторонами арианского спора, в VI веке внимание привлекла эсхатологическая сторона его учения, в частности об апокатастасисе. По этому вопросу в среде палестинского монашества возник раскол, усугублённый спором из-за монастырей. Оригенисты около 507 года покинули монастырь Святого Саввы и основали Новую Лавру. Свой уход они объясняли недостатком образованности настоятеля монастыря Саввы. К 514 году Новая Лавра стала оплотом оригенистов в Палестине, откуда это учение распространялось в среде образованных монахов. В качестве основного распространителя оригенизма в Палестине называют монаха Нонна и троих его спутников. В 530 году Савва прибыл в Константинополь и обратился к императору с просьбой выслать оригенистов, однако вскоре умер, и император не сделал ничего в этом направлении. Оригенизм продолжал распространяться в Палестине благодаря двум учёным монахам, Феодору Аскиде и Домитиану. В 536 году они приняли участие в соборе, созванном Юстинианом в Константинополе для окончательного осуждения монофизитов и Севира Антиохийского. Примерно год спустя они оба стали епископами — первый в Кесарии Каппадокийской, второй в Анкире. Они часто бывали при дворе, и благодаря их поддержке оригенисты укрепили свои позиции в палестинских монастырях, изгоняя из них «савваитов». Антиохийский патриарх Ефрем решительно осудил оригенизм, тогда как его иерусалимский коллега Пётр, вынужденный внешне поддерживать оригенистов, но втайне их осуждая, открыто поддержать его не мог. После того, как на соборе в 542 году Ефрем проклял сторонников Оригена, те стали требовать от Петра, чтобы из церковных диптихов было вычеркнуто имя антиохийского патриарха. Поскольку возникла опасность разрыва отношений между двумя восточными патриархиями, потребовалось вмешательство императора.
Примерно в это время, примерно в 542 или 543 году, возвращаясь из Газы, где на прошедшем соборе был смещён александрийский патриарх Павел Тавеннисиот, папский апокрисиарий Пелагий остановился на некоторое время в Иерусалиме. Местные монахи показали ему сочинения Оригена, рассказали о проблеме и просили ходатайствовать перед императором об осуждении этого учения. Пелагий согласился и вместе с патриархом Константинопольским Миной передал Юстиниану их просьбу, на которую тот откликнулся эдиктом, в котором анафематствовал догмат о предсуществовании душ. Исследователи датируют этот указ как периодом после Газского собора, так и до него. В числе других ошибок Оригена указывались предположение об ограниченности всемогущества Бога, о том, что всё сущее столь же вечно, как и Бог, что некоторые души впали в грех и за это были сосланы в тела и, согласно мере своих грехов, могут воплощаться и более одного раза до полного их искупления и возвращения в исходное состояние. Также ошибочным признавалось учение Оригена о множественности миров, часть из которых уже создана, тогда как другим это ещё предстоит. В доказательство того, что его обвинения соответствуют содержащимся в текстах Оригена утверждениям, Юстиниан цитирует 24 отрывка из трактата «О началах». Эдикт был разослан пяти патриархам с указанием созвать поместные соборы, осудить оригенизм и утвердить анафематизмы. Так и было сделано, эдикт был подписан и утверждён всеми патриархиями, а также епископами, собравшимися на собор в Константинополе.
Эдикт был подписан и Феодором Аскидой, и Домитианом Анкирским. Непримиримые оригенисты, в числе которых были Нонн и его товарищи, были изгнаны из Новой Лавры. Провоцируя скандалы, Нонн заручился поддержкой Аскиды и смог вернуться в Новую Лавру. Затем Аскида добился у иерусалимского патриарха назначения двух своих единомышленников на важные церковные должности, в том числе Георгия на должность настоятеля Лавры Саввы Освященного. Ко времени смерти Нонна в феврале 547 года внутренние разногласия палестинских оригенистов привели их к расколу на исохристов и протоктистов. Более умеренные протоктисты объединились с православными на почве отрицания предсуществования душ. Представитель протоктистов Исидор и новый настоятель лавры Саввы Конон в сентябре 552 года отправились в Константинополь просить у императора защиты от своих противников. Воспользовавшись раздражением Юстиниана по отношению к Аскиде, Конон представил императору записку против оригенистов. В этих условиях в августе — декабре 553 года состоялся Пятый вселенский собор, основным вопросом на котором была проблема трёх глав. 11-е постановление собора было направлено против тех, кто, в частности, отказывался анафематствовать Оригена. Упоминание его в одном ряду с Арием, Евномием, Македонием и другими ересиархами является результатом позднейших интерполяций. По предположению Ф. Дикампа, осуждение Оригена состоялось чуть позже вселенского собора на отдельном синоде с теми же участниками. Окончательно оригенизм в Палестине исчез в начале 555 года. Решения Шестого (681) и Седьмого вселенских соборов (787) подтвердили анафему Оригена. По мнению американского богослова С. Ричардсона, осуждение Оригена стало «одним из печальнейших событий в истории христианской церкви».

## Монофелитский оригенизм
Даже после осуждения Оригена как богослова и Платона как философа Православием философские труды Оригена официально и легально изучались в Византии. Своеобразное учение о воскресении и перемене плоти Христа, сопровождающемся отложением одной из двух его воль (человеческой), оформилось в среде оригенистов-исохристов (то есть, не позднее 530-х гг.), но сохранилось в той оригенистской среде, которая повлияла на патриарха Евтихия (Прогрессивный смысл этого оригенизма заключался в безусловном признании человеческой сущности и страданий и человеческой воли Христа до вознесения, и это не был оригенизм Филопона, в котором было бы невозможно учение о двух волях, поскольку христологическое диофелитство противоречило традициям севирианства. Этот оригенизм мог сохраниться среди оригенистов-протоктистов, согласившихся на унию с остальными халкидонитами).

География распространения монофелитского оригенизма в VII столетии точно неизвестна, но он был довольно известным учением халкидонитов Сирии (включая нынешний Ливан), откуда происходили те сирийцы-марониты, в среде которых создавались пропагандистские мифы, связывавшие борца с монофелитством св. Максима Исповедника с оригенизмом. Использование монофелитского оригенизма в информационной войне против православия и Максима Исповедника доказывает известность этого оригенизма в Сирии и Палестине, где против монофелитов сложилось широкое движение, в результате которого иерусалимским патриархом был избран Софроний.

В отличие от попытки Филопона отделить учение Оригена от платонизма без адаптации к диофелитскому православию, Максим Исповедник полемизировал с оригенизмом, признавал анафему Оригена, но выступал за рецепцию многих идей Оригена, особенно идеи богочеловека, жёстким диофелитским православием. В творениях обвинённого его противниками в оригенизме Максима Исповедника и других православных полемистов в защиту положения томоса папы Льва о двух энергиях и двух волях против монофелитства, за единственным исключением Шестого Вселенского собора, нет следов полемики против центрального положения монофелитского оригенизма — отложения человеческой воли Христа вместе со смертным телом, что можно объяснить стремлением Максима Исповедника максимально объединить всех халкидонитов и диофизитов, и не вносить раздоры — даже против монофелитства и моноэнергизма он выступил только после того, как он окончательно убедился в их северианских истоках и навязывании северианства под видом монофелитского халкидонизма. Традиция монофелитского оригенизма довольно отчетливо локализуется в Сирии, а в церковной жизни Константинопольского патриархата она, видимо, не проявлялась до полемики на VI Вселенском соборе.

В VIII столетии к богословской традиции монофелитского оригенизма (её главным компонентам) восходят корни византийского иконоборчества.

## Рецепция Оригена на Западе

### В раннем Средневековье
Первым латинским экзегетом, принявшим метод Оригена о трёх смыслах Библии, считается Амвросий Медиоланский (IV век). Для Амвросия не существовало проблемы выбора правильной интерпретации библейских текстов и, соответственно, правильности того или иного перевода. В своём трактате «Об Исааке или о душе» он ссылается и на Септуагинту, и на перевод Аквилы. По признанию блаженного Августина, слушая проповеди Амвросия, он, «услышав объяснение многих текстов из этих книг в духовном смысле, стал укорять себя за то отчаяние, в которое пришел когда-то, уверовав, что тем, кто презирает и осмеивает Закон и Пророков, противостоять вообще нельзя» — именно по причине неприятия буквального толкования Библии Августин обратился в юности к манихейству. Особенностью экзегетического метода Амвросия являлось постоянное обращение к комментариям Филона Александрийского, которые он пытался адаптировать к христианскому вероучению. В некоторых случаях Амвросий приводит толкования, отличающиеся от оригеновских, что может быть объяснено не только отличием в методе, но и недоступностью соответствующих трудов Оригена. Однако теорию о том, что Амвросий являлся наследником и пропагандистом учения Оригена о трёх смыслах, выдвинутую французским богословом А. де Любаком, опровергает известный французский исследователь Э. Савон, полагающий, что в данном случае трёхчастная схема толкования имеет другое происхождение и отражает классическое деление философии на физику, этику и логику.
В явном виде учение о трёх смыслах в латиноязычной литературе впервые сформулировал Иероним Стридонский. В письме к богатой вдове Гебидии, в котором он разъясняет многочисленные тёмные места Нового Завета, Иероним ссылается на Притчи Соломона («Не писал ли я тебе трижды в советах и наставлении, чтобы научить тебя точным словам истины, дабы ты мог передавать слова истины посылающим тебя?», Прит. 22:20, 21) и утверждает, что относительно смыслов «наблюдается троякое правило. Мы должны понимать их, во-первых, исторически, во-вторых — в иносказательном смысле, и в-третьих — в смысле духовном». Однако в некоторых своих толкованиях Иероним применяет двухчастный принцип, объединяя иносказательный и духовный смыслы, или намечает переход к распространённой впоследствии четырёхчастной формуле. На примере Иерусалима она приводится у Иоанна Кассиана — «один и тот же Иерусалим можно понимать в четырёх смыслах: в историческом он есть город иудеев, в аллегорическом — Церковь Христова, в анагогическом — град Бога небесный, который есть матерь всем нам, в тропологическом — это душа человека, которую часто под этим именем Господь порицает или хвалит». Считается, что именно благодаря Иерониму подход Оригена к толкованию Библии распространился на Западе.

### IX—XIV века
Влияние богословского наследия Оригена прослеживается как минимум до VIII—IX веков. Судя по тому, что труды Оригена цитируются патриархом Фотием, изучение наследия александрийского мыслителя в Византии полностью не прекратилось. Согласно гипотезе Г. В. Флоровского, к оригенизму может восходить идеология первого этапа византийского иконоборчества. С другой стороны, к трудам Оригена прибегали и сторонники иконопочитания. Об отношении к Оригену в поздней империи можно судить по сохранившемуся замечанию патриарха Геннадия Схолария (1454—1465) — «там, где Ориген хорош, нет никого лучше его, а там, где плох, нет никого хуже его». В другом месте он добавляет, что «Ориген есть точильный камень всех нас», но с другой стороны «он — источник других мнений». Оригена по-прежнему упрекали в том, что он «отец арианства», и в том, что он учил о невечности адского пламени, в котором будут гореть грешники.
Однако на Западе, где ещё не успела возникнуть собственная экзегетическая традиция, судьба наследия Оригена сложилась иначе. Переведённые на латынь труды Оригена изучались в среде Каролингского возрождения, несмотря на то, что средневековые теологи осознавали, что некоторые из его взглядов были осуждены как еретические. Наиболее заметны в этом отношении христианские философы второй половины IX века Пасхазий Радберт, Рабан Мавр и Иоанн Скот Эриугена. В своём главном труде De divisione naturae Эриугена использует идеи Оригена о происхождении мира и эсхатологию, пытаясь установить связь между учениями Оригена и Августина. Знакомство Эуригены, считавшегося главным оригенистом своего времени, с трудами основоположника скорее всего, ограничивалось латинскими переводами, и прямые цитаты не многочисленны. Эуригена соглашается с Оригеном по многим вопросам, за которые тот был осуждён. Эуригена принимает идею о том, что люди некогда были едины с Богом, что люди едины с Логосом и что Логос содержит в себе всё, и поэтому всё будет спасено в Логосе.
Западный оригенизм достиг своей вершины в XII веке, когда Ориген приобрёл славу мистика, оказав влияние на Гуго Сен-Викторского, его ученика Ришара, цистерцианцев Вильяма из Сен-Тьерри, Исаака Стеллы, Элреда Ривосского и Бернара Клервосского. Труды Хильдегарды Бингенской свидетельствуют о её знакомстве с гомилиями Оригена и его комментариями на Шестикнижие, широко известными в тот период. С другой стороны, схоласты подробно останавливались на анализе ошибок Оригена, но даже Фома Аквинский (XIII век) признавал его авторитет. Взгляды мистика начала XIV века Майстера Экхарта о unio mystica восходят к учению Оригена об образе Бога в душе́.
Существует мнение о связи оригенизма с учением катаров. Впервые оно было высказано в 1235 году цистерцианцем Цезарием Гейстербахским, отметившим связь этого еретического учения также и с манихейством. Из современных исследователей эту теорию поддерживал Ж. Дювернуа.

### В Новое время

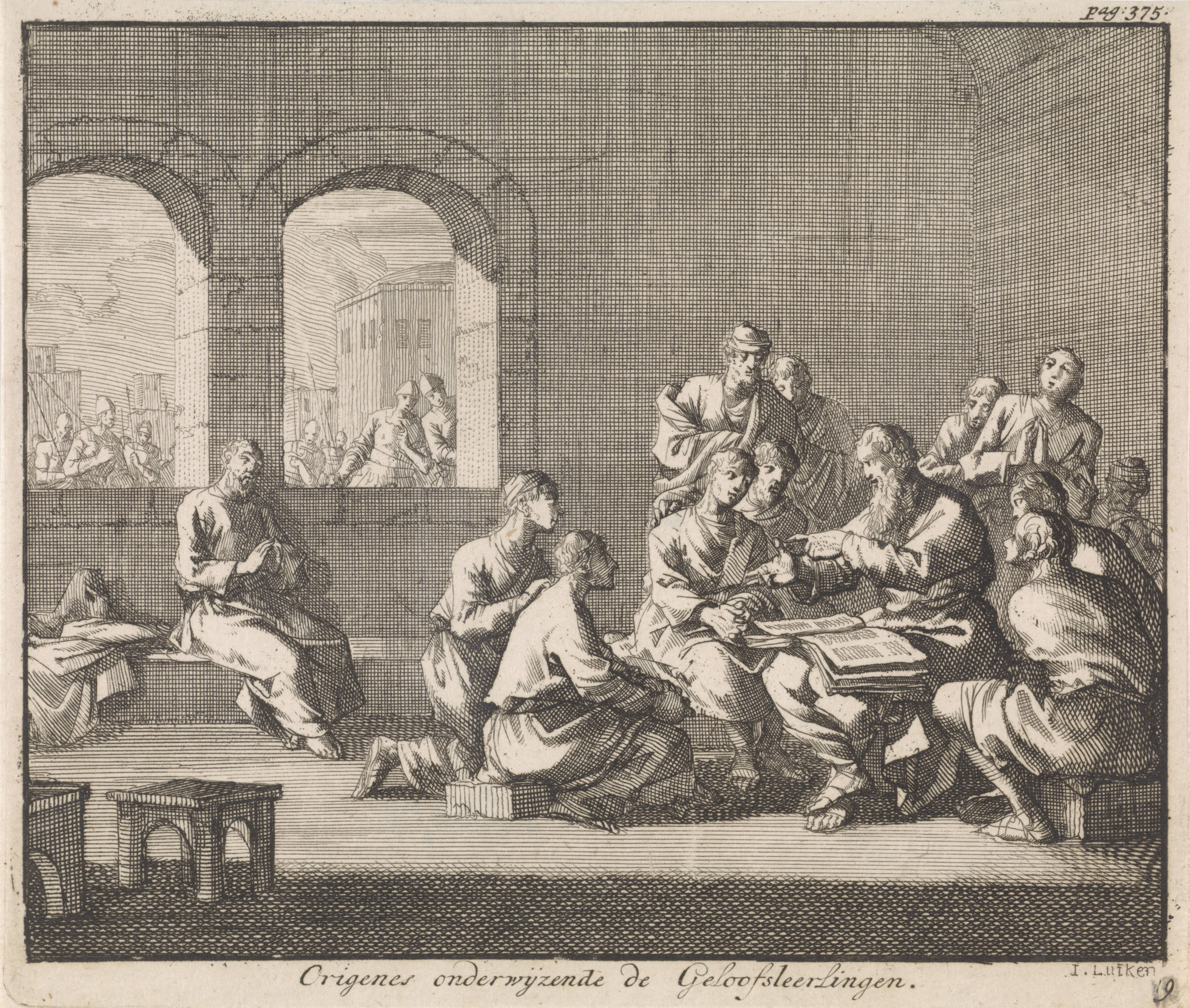
Ориген со своими учениками. Гравюра Яна Лёйкена, ок. 1700 года

С XV века усилился интерес к греческим текстам, и вопрос о статусе Оригена среди Отцов Церкви, всегда волновавший схоластов, вновь был поднят гуманистами. Диспут о спасении души Оригена был начат итальянским мыслителем Дж. Пико делла Мирандола (1463—1494), который вернулся к спору между Иеронимом Стридонским и Руфином Аквилейским о том, были ли книги Оригена искажены еретиками. По мнению Пико, еретические мнения Оригена ему не принадлежали. В качестве обоснования он ссылался на Памфила Кесарийского, не приводя дополнительной аргументации. Рассматривая в своей «Апологии» (1488) вопрос о еретичности Оригена с общих соображений, Пико замечает, что можно было бы и апостолов назвать еретиками, поскольку их учение не совпадает во всём с учением Церкви. Соответственно, и во времена Оригена в Церкви не было принято решений по вопросу души. Данный тезис был осуждён папством, но в XVI веке к нему вернулся Эразм Роттердамский, подготовивший издание нескольких трудов Оригена.
Среди богословов Реформации отношение к Оригену было скорее отрицательным. В своей критике свободы воли «О рабстве воли» (1525) Мартин Лютер раскритиковал толкование Оригена об ожесточении сердца фараона и, когда в полемике по этому вопросу католическая церковь обращалась к аргументации Оригена, обвинял их в пелагианстве. Ф. Меланхтон критиковал оригеновскую экзегезу. Отмечалось влияние Оригена на пантеизм Дж. Бруно и идеи Т. Кампанеллы. Крайне неблагоприятно об Оригене отзывались кардинал Бароний в Annales Ecclesiastici (1588) и Дионисий Петавий (1644—1650), рассматривая его учение как арианское. Попытки реабилитации Оригена критиковались в вышедшей посмертно в 1640 книге К. Янсения Augustinus.
В 1648 году иезуит из Льежа Пьер Галлуа (Pierre Halloix) издал трактат в защиту Оригена, отрицая его еретичность. Однако его защита ограничилась тем, что для каждого еретического места из трудов Оригена он выписал противоположное по смыслу. Это произведение было запрещено и включено в Индекс запрещённых книг. В 1668 году критическое издание экзегетических трудов Оригена предпринял французский богослов П. Юэ. Юэ также произвёл анализ жизни и трудов Оригена в своём труде «Origeniana». Не оправдывая Оригена всюду, Юэ доказывал, что его взгляды на Троицу не были арианскими.
Возрождение интереса к Оригену в Англии относят к периоду между 1658 и 1662 годами, связывая с деятельностью Кембриджских платонистов. Один из членов этого кружка Г. Мор называл Оригена «чудом христианского мира», находя в его учении о предсуществовании душ решение проблемы о совмещении божественной справедливости и человеческой свободы воли. Под его влиянием к александрийскому мыслителю обратилась виконтесса Конвей, опубликовавшая анонимно в 1661 году изложение оригеновского учения, не называя его, впрочем, по имени. Р. Кедворт объявил Оригена провозвестником учения о Троице. В 1685 году епископ Дж. Булль, используя тот же метод выборочного цитирования, что и Галлуа, доказывал, что мнение Оригена о Троице было согласно с учением отцов Первого Никейского собора по этому вопросу. Ещё бо́льшую поддержку Ориген получил от бенедиктинского теолога первой половины XVIII века Пруденция Марана. Начиная с XIX века Ориген, его учение и влияние стали предметом огромного числа научных исследований. Основная библиография указана в обзорах К. Морескини и В. Я. Саврея.

### Первичные источники
- Блаженный Августин. Исповедь / пер. М. Е. Сергеенко. — СПб.: Наука, 2013. — 371 с. — (Литературные памятники). — 1500 экз. — ISBN 978-5-02-038291-6.
- Авва Евагрий Понтийский. Творения / Перевод, вступительная статья и комментарии А. И. Сидорова. — Мартис, 1994. — 363 с. — ISBN 5-7248-0014-4.
- Евсевий Памфил. Церковная история. — М.: Издание Спасо-Преображенского Валаамского монастыря, 1993.
- Иероним Стридонский. Творения. — Киев, 1880. — Т. III. — 410 с.
- Ориген. О началах. Против Цельса. — СПб.: Библиополис. — 792 с. — (Религиозно-философская библиотека). — 3000 экз. — ISBN 978-5-74-35-0275-0.

### Исследования
на английском языке
- Baranov V. Origen and the Iconoclastic Controversy // Origeniana Octava. — 2003. — Т. II. — P. 1043—1052. Архивировано 2 апреля 2015 года.
- O'Brien C. The Demiurge in Ancient Thought. — Cambridge University Press, 2015. — 333 p. — ISBN 978-1-107-07536-8.
- Edelheit A. Ficino, Pico and Savonarola. — BRILL, 2008. — 503 p. — ISBN 978-90-04-16667-7.
- Edwards M. J. Origen no Gnostic; or, on the corporerality of man // The Journal of Theological Studies. — 1992. — Т. 43, № 1. — С. 23—37. — JSTOR 23965449.
- Fichtenau H. Heretics and Scholars in the High Middle Ages, 1000-1200. — 1998. — ISBN 0-271-01765-1.
- Hutton S. Anne Conway: A Woman Philosopher. — Cambridge University Press, 2004. — 271 p. — ISBN 978-0-511-22981-7.
- McGuckin J. A. The Westminster Handbook to Origen. — Westminster John Knox Press, 2004. — 228 p. — ISBN 0-664-22472-5.
- Moran D. Origen and Eurigena: Aspects of Christian Gnosis // The Relationship between Neoplatonism and Christianity. — Four Courts Press, 1992. — С. 27—54.
- Perrone L. Origenism, Origenist Controversies // Religion Past and Present. — BRILL, 2011. — Т. 9. — С. 376—379. — ISBN 9789004146938.
- Richardson C. The Condemnation of Origen // Church History. — 1937. — Т. 6, № 1. — С. 50—64. — JSTOR 3160060.
- Quispel G. Origen and the Valentinian Gnosis // Vigiliae Christianae. — 1974. — Т. 28, № 1. — С. 29—42. — JSTOR 1583600.
- Sellers R. V. Two Ancient Christologies: A Study in the Christological thought of the Schools of Alexandria and Antioch in the Early History of Christian Doctrine. — London, 1940. — 264 p.

на немецком языке
- Bienert W. Dionysius von Alexandrien: zur Frage d. Origenismus im 3. Jh. — Walter de Gruyter, 1978. — 251 p. — ISBN 3-11-007442-7.
- Diekamp F. Die Origenistischen streitigkeiten im sechsten Jahrhundert und das fünfte allegemeine Concil. — Münster, 1899. — 141 p.

на русском языке
- Болотов В. В. Ученіе Оригена о Святой Троицѣ. — СПб., 1879. — 462 с.
- Болотов В. В. Лекции по истории древней церкви. — Петроград, 1918. — Т. IV. — 599 с.
- Геростергиос А. Юстиниан Великий — император и святой. — М.: Изд-во Сретенского монастыря, 2010. — 448 с. — 3000 экз. — ISBN 978-5-7533-0398-1.
- прот. О. В. Давыденков. Концепции «сложная ипостась» и «сложная природа» в контексте христианских споров VI в. // Вестник ПСТГУ. Серия I: «Богословие. Философия». — М., 2009. — Вып. 1 (25). — С. 7–21.
- Дмитриевский В. Александрийская школа: очерк из истории духовного просвещения от I до нач. V в. по Р. Хр.. — Казань, 1884. — 274 с.
- Елеонский Ф. Т. Учение Оригена о божестве  Сына Божия и Духа Святого и об отношении их к Богу Отцу. — СПб., 1879. — 176 с.
- Морескини К. История патристической философии. — М., 2011. — 864 с. — 1000 экз. — ISBN 978-5-87245-170-9.
- Нестерова О. Е. Опыт адаптации оригеновского учения о трех смыслах Писания в гомилетических сочинениях свт. Амвросия Медиоланского // Вестник ПСТГУ. III: Филология. — 2012. — Вып. 3 (29). — С. 18—31.
- Редькова И. С. Диссертация: Образ города в западноевропейской экзегетике XII века. — М., 2014. — 326 с.
- Саврей В. Я. Александрийская школа в истории философско-богословской мысли. — М.: КомКнига, 2011. — 1008 с. — ISBN 978-5-484-01266-4.
- Спасский А. А. История догматических движений в эпоху вселенских соборов. — 2-е. — Сергиев Посад, 1914. — Т. I. — 648 с.
- Холл С. Дж. Учение и жизнь ранней церкви. — Новосибирск: Посох, 2000. — 324 с. — ISBN 5-93958-001-7.

на французском языке
- Bardy G. Origèn // Dictionnaire de Théologie Catholique. — 1931. — Т. 11, вып. 1. — С. 1489—1565.
- Duchesne L. Vigile et Pélage; étude sur l'histoire de l'église romaine au milieu du VIe siècle. — Paris, 1884. — 76 p.
- Fritz G. Origénisme // Dictionnaire de Théologie Catholique. — 1931. — Т. 11, вып. 1. — С. 1565—1588.
- Hefele C. J., Leclerq H. Histoire des conciles. — Paris, 1908. — 768 p.